# باخوميوس (مطران البحيرة)
الأنبا باخوميوس (اسمه سمير خير سكر) هو مطران البحيرة ومطروح والخمس مدن الغربية، ورئيس دير الأنبا مكاريوس السكندري جبل القلالي بالبحيرة. ولد في 17 ديسمبر 1935 في شبين الكوم (محافظة المنوفية)، نال بكالوريوس التجارة من جامعة عين شمس عام 1956 ثم درس الإكليريكية من 1959 إلى 1961.
خدم بالكويت كشماس سنة 1961. في 11 نوفمبر 1962 أصبح راهبًا بأسم أنطونيوس السرياني. وكان زميله في الرهبنة الراهب ميصائيل السرياني (الأنبا ميصائيل). في 2 يناير 1966 رُسم كاهنًا، وخدم بالسودان من سنة 1967 إلى مايو 1971. مثَّل الكنيسة القبطية في عدة مؤتمرات دينية بالخارج، واختير عضوًا في مجلس الكنائس العالمي، ومجلس كنائس الشرق الأوسط، ومجلس كنائس أفريقيا.
في 12 ديسمبر 1971، رُسمه البابا شنودة الثالث أسقفًا على مدينة دمنهور ومطروح والخمس مدن الغربية، ورسم معه الأنبا يوأنس أسقف الغربية. في عام 2013، بعد وفاة شنودة الثالث، وقبل انتخاب البطريرك الجديد تواضروس الثاني، كان الأنبا باخوميوس قائممقام لمدة ثمانية أشهر.
توفي في 30 مارس 2025 ودفن في دير الأنبا مقار السكندري في البحيرة يوم 31 مارس 2025.

## التبعية
تتبع للمطرانية حوالي 100 كنيسة، ومن المدن التابعة له: دمنهور، أبو المطامير، برج العرب، العامرية، كنج مريوط، بهيج، مدينة السادات، الهوكرية، مطروح، بعض مدن الساحل الشمالي.

## وصلات خارجية
- الأنبا باخوميوس (موقع الأنبا تكلا هيمانوت)
- الأنبا باخوميوس (موقع الكنيسة القبطية الأرثوذكسية)
- الأنبا باخوميوس (موقع القس انطونيوس فهمي)
- دير الأنبا مكاريوس السكندري جبل القلالي بالبحيرة
- وفاة الأنبا باخوميوس شيخ مطارنة الكنيسة القبطية الأرثوذكسية
- البحيرة تنعى نيافة الانبا باخوميوس أحد رموزها الدينية والوطنية